# Челебићи (Фоча)
Челебићи су насељено мјесто у општини Фоча, Република Српска, БиХ. Према попису становништва из 1991. у насељу је живјело 132 становника.

## Географија
Просјечна надморска висина је 1.200 метара. Окружено је планинским висовима: Љубишина (2.238 м), Радовина (око 2.000 м), Вишевина (око 1.300 м).

## Историја
Насеље је раније имало статус општине.

## Култура
Храм Српске православне цркве је посвећен Светом Николи, а у народу је познат као Шклопотница (Црква Светог Николе у Ријеци (Фоча)). Потиче из 1831. године. Овде се налази и Црква Успења Пресвете Богородице у Челебићима.

## Образовање
У насељу се налази Основна школа „Веселин Маслеша“.

## Привреда
Становништво се углавном бави пољопривредом.

## Становништво
Становништво се шездесетих и седамдесетих година 20. вијека исељавало у Београд.
|             | 2013.       | 1991.        | 1981.        | 1971.        |
| Укупно      | 61 (100,0%) | 132 (100,0%) | 164 (100,0%) | 248 (100,0%) |
| Срби        | 61 (100,0%) | 128 (96,97%) | 152 (92,68%) | 238 (95,97%) |
| Остали      | –           | 3 (2,273%)   | 3 (1,829%)   | 1 (0,403%)   |
| Југословени | –           | 1 (0,758%)   | –            | –            |
| Црногорци   | –           | –            | 5 (3,049%)   | 9 (3,629%)   |
| Хрвати      | –           | –            | 4 (2,439%)   | –            |

### Презимена
Најчешћа српска презимена у Челебићима су:
- Тодовић[1]

## Знамените личности
- Радислав Радан Грујичић (Челебић код Фоче, 2. фебруар 1911 — Виндзор, Канада, 1996), комесар полиције